# Hasta la vista, baby
«Hasta la vista, baby» (с исп. — «До свидания, детка»; А́ста ла ви́ста, бе́йби) — ставшая крылатой фраза андроида Терминатора из фильма «Терминатор 2: Судный день», произнесённая исполнителем его роли Арнольдом Шварценеггером. Попала в список ста известных цитат из американских фильмов за 100 лет по версии AFI и заняла там 76-е место.

## Происхождение
Фраза «Hasta la vista» — это испанское устойчивое выражение, которое можно перевести как «до свидания» или «до встречи».
Эта фраза, с добавлением английского слова «baby», — Hasta la vista, baby — была использована в популярном хите американской певицы Джоди Уотли (англ. Jody Watley) 1987 года — Looking for a New Love, за который она получила премию Grammy.
После фильма «Терминатор 2: Судный день» фраза стала известна во всём мире.

## Фильм
«Hasta la vista, baby» — фраза из беседы персонажей фильма Джона Коннора (Эдвард Ферлонг) и Терминатора (Арнольд Шварценеггер):
Джон Коннор: Нет, нет, нет, нет. Слушай, как люди говорят. Ты не должен говорить «ответ положительный» или прочее подобное дерьмо. Скажи «без проблем». Если кто-то на тебя наезжает, скажи ему: «Засохни, плесень». А если ты хочешь красиво попрощаться, скажи «hasta la vista, baby». (1:05:46-1:06:07 время фильма)
Терминатор: Hasta la vista, baby. (1:06:07-09)
Оригинальный текст (англ.)John Connor: No, no, no, no. You gotta listen to the way people talk. You don't say "affirmative" or some shit like that. You say "no problemo". And if someone comes on to you with an attitude, you say "eat me". And if you want to shine them on, it's "hasta la vista, baby".

The Terminator: Hasta la vista, baby.
Терминатор говорит фразу вновь перед выстрелом в замороженного T-1000:
Терминатор: Hasta la vista, baby. (1:54:37-40)

## Варианты употребления
В июне 2010 года, в ходе визита российского президента в Калифорнию, Дмитрий Медведев встречался с Арнольдом Шварценеггером, который занимал на тот момент пост губернатора штата. После встречи, прощаясь, президент России сказал: «I’ll be back» и добавил: «Hasta la vista». Шварценеггер отметил в своём микроблоге Twitter, что такой ход Медведева ему понравился.
20 июля 2022 года уходящий с поста премьер-министра Великобритании Борис Джонсон выступил с прощальным словом в Палате общин. В конце своей речи под аплодисменты своей партии он заявил: «Миссия в целом выполнена... Hasta la vista, baby». 
Есть две испанских версии фильма «Терминатор». В латиноамериканской испанской версии фраза остаётся как есть, с выражением на испанском языке. Тем не менее, в европейской испанской версии она меняется на «Sayonara, baby» (サヨナラ — sayonara — по-японски означает «до свидания»). Причина этого изменения в том, что фраза должна произноситься на другом языке, иначе пропадает её смысл.
Недействующая хакерская поисковая система Astalavista — это искажённое название поисковой системы AltaVista, а также часть фразы «Hasta la vista, baby».